# Escudo de Medina del Campo
En el escudo de Medina del Campo, vemos cómo, sobre un campo de azur aparecen trece bezantes de plata (que en la localidad son denominados roeles) repartidos en tres columnas (4-5-4); alrededor, en bordura de plata, aparece una divisa que dice lo siguiente: «NI EL REY OFICIO, NI EL PAPA BENEFICIO» y como timbre una corona real abierta, en oro y engastada de piedras preciosas.
El origen del escudo es complejo pues el interior corresponde al siglo XV; concretamente hace referencia a una victoria lograda en la toma de Ronda (Málaga), conjuntamente entre las mesnadas de Medina del Campo y Ávila en el año 1485 (durante la conquista del Reino de Granada, 1482-1492), en la que ganaron una bandera en azur con 26 bezantes de plata. Ambas localidades decidieron repartirse los símbolos heráldicos a partes iguales en señal de que la gloria era compartida.
Por lo que respecta a la bordura, la inscripción que lleva como divisa probablemente se remonta a los tiempos de la repoblación cristiana de la Comunidad de villa y tierra de Medina del Campo en el siglo XII, cuando se otorgaron ciertos privilegios a sus repobladores (recogidos en documentos perdidos), pero que se resumen en el lema citado: la autonomía política y eclesiástica de la villa.
- La expresión «Ni el rey oficio...» indica que sólo los habitantes de Medina tenían derecho a nombrar a los diversos oficiales del consistorio municipal. Con el tiempo este derecho quedó reducido a los miembros de la oligarquía local, que en la villa recibía el nombre de los Linajes. Poco a poco, este derecho se fue diluyendo con la decadencia de la villa.
- La segunda parte dice: «...ni el papa beneficio», lo que indica que el obispo no tenía potestad en las parroquias de Medina y que los beneficiados, es decir, los presbíteros y clérigos con derecho a los beneficios eclesiásticos eran elegidos por los feligreses de cada parroquia. Para ser más exactos, sólo tenían derecho a elegir a tales beneficiados los bautizados en las parroquias, a quienes se denominaba «pilongos». Este privilegio del que gozaba Medina del Campo fue revocado en el concordato de 1851.

La corona real del escudo hace referencia a que la Comunidad de villa y tierra de Medina del Campo nació como territorio de realengo, libre de cargas feudales y, además fue residencia regia en la que hubo un notable palacio real, de estilo mudéjar, construido desde mediados del siglo XIII, en tiempos de Fernando III, y que fue ampliándose y engalanándose a medida que la ciudad se enriquecía con sus prestigiosas ferias. No olvidemos que allí nacieron y murieron reyes tanto de la corona de Castilla como de Aragón entre los siglos XIV y XV.